# David Emge
David Emge   (Evansville, 9 de setembre de 1946 - Evansville, 20 de gener de 2024) fou un actor estatunidenc.

## Vida i carrera
Emge va néixer a Evansville, Indiana el 9 de setembre de 1946. Un dels seus companys de classe mentre estudiava a la universitat fou Ron Glass, que més tard es va fer famós com a protagonista de la comèdia de situació Barney Miller. Mentre treballava com a xef en un restaurant de Nova York va conèixer a George A. Romero, que el va escollir per fer el paper pel qual seria més recordat, com Stephen a El despertar dels zombis. El 2007 encara va participar en convencions cinematogràfiques. Va morir a Evansville el 20 de gener de 2024, a l'edat de 77 anys.

## Filmografia
- 1976: The Booby Hatch: Angelo Fettucini
- 1978: El despertar dels zombis: Stephen Andrews
- 1985: Document of the Dead
- 1985: El món del terror
- 1990: Germà de sang 2: Half Moon
- 1992: Hellmaster: Robert
- 2004: The Dead Will Walk
- 2008: Dead On: The Life and Cinema of George A. Romero